# Francois Botha
Francois Botha (Witbank, 28 settembre 1968) è un pugile, kickboxer e artista marziale misto sudafricano.
Ex campione dei pesi massimi WBF tra il 2007 e il 2009, è soprannominato The White Buffalo.
Ha combattuto anche nel circuito K-1 di kickboxing, ottenendo importanti vittorie su Jérôme Le Banner, Peter Aerts e Kaoklai Kaennorsing; ha inoltre preso parte ad un incontro di MMA, venendo sconfitto dall'ex judoka Yoshihiro Akiyama.
Prima di diventare campione WBF ha affrontato dapprima Mike Tyson il 16 gennaio 1999 perdendo per KO alla quinta ripresa; in seguito, il 15 luglio 2000, ha combattuto contro Lennox Lewis perdendo per KO tecnico alla seconda ripresa, in un incontro valevole per il titolo dei pesi massimi WBC.
Ha anche avuto la possibilità di concorrere per il titolo WBO affrontando Volodymyr Klyčko il 16 marzo 2002, uscendo però sconfitto per KO tecnico all'ottavo round.